# Al-Russafi
Abu-Abd-Al·lah Muhàmnmad ibn Ghàlib ar-Russafí al-Balansí, conocido como Al-Russafi (fallecido en 1177), fue un notable poeta andalusí valenciano de origen árabe.
Nacido en el municipio de Ruzafa -hoy en día, barrio de la ciudad de Valencia- vivió en Valencia de joven y parte de su vida la pasó en Granada, donde murió antes de cumplir 40 años. 
Cantó con ternura y nostalgia a su tierra natal. Fue poeta cortesano y elogió al primer califa almohade Abd al-Munin. Fue uno de los poetas más apreciados por la dinastía almohade y su nombre forma parte de las antologías de poesía árabe. Las dos bibliotecas municipales que podemos encontrar en el barrio de Ruzafa llevan su nombre, Biblioteca Al-Russafí y la Biblioteca Nova Al-Russafí.
Sus colecciones de poemas (Diwan) se perdieron y algunos, reconstruidos y publicados en 1960 están incompletos.